# Vladimír Brodziansky
Vladimír Brodziansky (Prievidza, 8 de mayo de 1994) es un baloncestista eslovaco que pertenece a la plantilla del Monbus Obradoiro de la Primera FEB. Con 2,11 metros de estatura, juega en la posición de ala-pívot.

## Trayectoria deportiva

### Universidad
Tras pasar por la Canarias Basket Academy en Las Palmas, Gran Canaria, comenzó sus años de universidad en el community college de Pratt en Pratt (Kansas), donde jugó una temporada en la que promedió 15,3 puntos y 8,8 rebotes por partido.
En 2015 fue transferido a los Horned Frogs de la Universidad Cristiana de Texas, donde jugó sus tres temporadas restantes del ciclo universitario, en las que promedió 13,0 puntos, 5,1 rebotes y 1,6 tapones por partido. En 2017 fue incluido en el mejor quinteto defensivo de la Big 12 Conference y en el segundo mejor quinteto globa, apareciendo en el tercero al año siguiente.

### Profesional
Previamente a su etapa universitaria, llegó a debutar de forma profesional con el BC Prievidza de la Extraliga, la máxima competición de su país, disputando minutos en cuatro partidos. Tras no ser elegido en el Draft de la NBA de 2018, disputó la NBA Summer League con los Cleveland Cavaliers, jugando seis partidos en los que promedió 4,5 puntos y 2,8 rebotes.
El 31 de julio de 2018 firmó su primer contrato profesional con el Monbus Obradoiro de la liga ACB española.
Tras dos temporadas en las filas del Obradoiro, en julio de 2020 firma por el Club Joventut de Badalona por dos temporadas.
En la temporada 2021-22 en las filas del Club Joventut de Badalona, promedió 10,4 puntos y casi 4 rebotes por encuentro jugando unos 20 minutos de media en el total de las competiciones.
El 22 de junio de 2022, firma por el Bahçeşehir Koleji de la Basketbol Süper Ligi (BSL) turca.
El 11 de noviembre de 2022 fichó por el Partizan de Belgrado] de la KLS serbia y la ABA Liga.
En la temporada 2023-24, regresó al Club Joventut de Badalona de la Liga ACB, en el que promedió por partido 8.4 puntos, 3.5 rebotes y 8.8 de valoración. 
El 3 de julio de 2024, firma por el UCAM Murcia CB de la Liga ACB.
El 26 de enero de 2025 fichó por el Monbus Obradoiro de la Primera FEB hasta final de temporada.